# Stergusa improbula
Stergusa improbula là một loài nhện trong họ Salticidae.
Loài này thuộc chi Stergusa. Stergusa improbula được Eugène Simon miêu tả năm 1889.